# Hypolimnas bolina

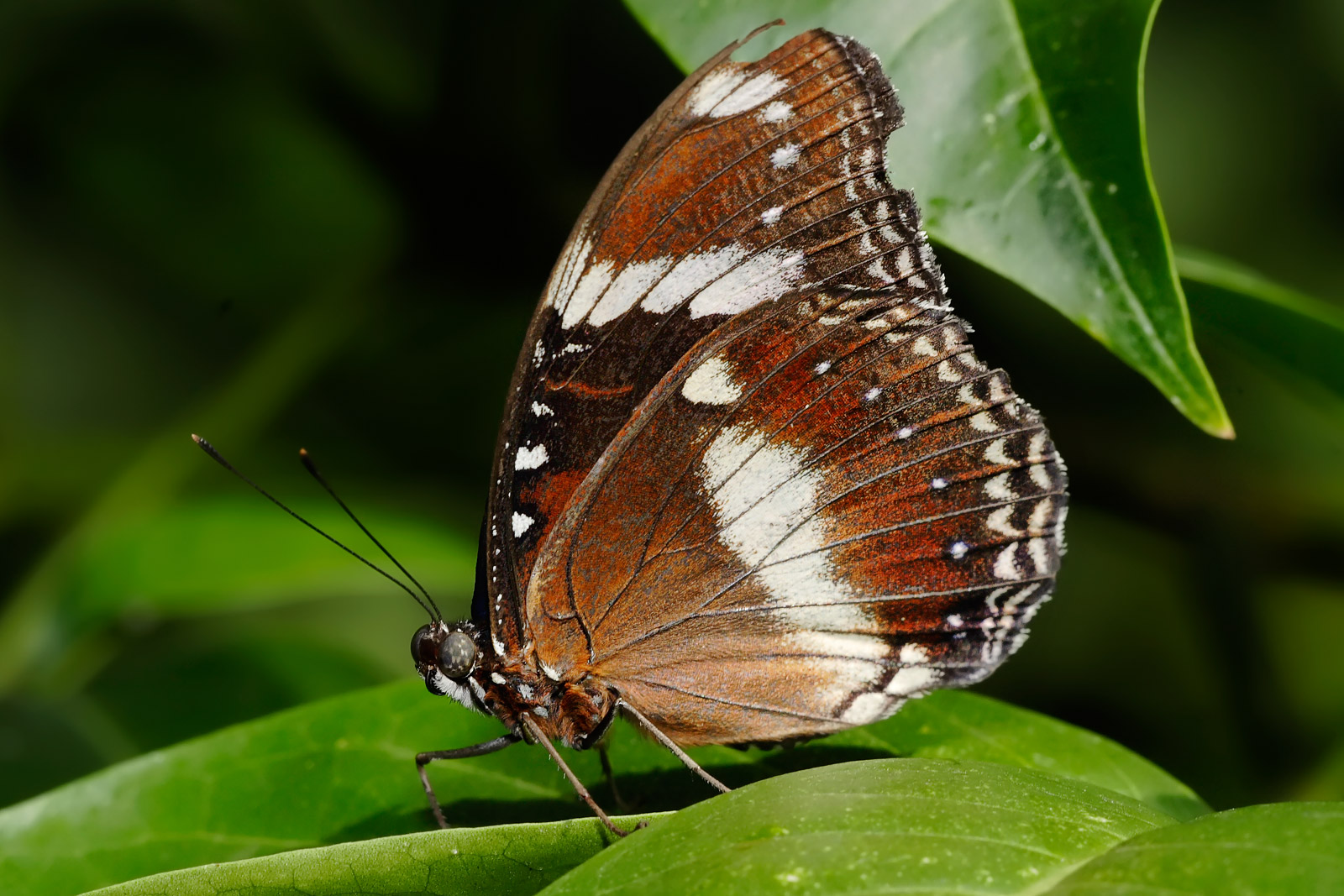
Con cái

Hypolimnas bolina, cũng gọi là Bướm Mặt Trăng xanh ở New Zealand hay Common Eggfly, là một loài bướm ngày thuộc Họ Bướm giáp.
Thân màu đen với sải cánh khoảng 70–85 milimét (2,8–3,3 in). 
H. bolina được tìm thấy ở Madagascar từ phía tây, qua Nam và Đông Nam Á, quần đảo Nam Thái Bình Dương (Polynésie thuộc Pháp, Tonga, Samoa, Vanuatu), và một phần Úc, Nhật Bản, và New Zealand.

## Cây chủ
Ấu trùng loài này ăn các loài cây Fleuria interrupta, Sida rhombifolia, Elatostemma cuneatum, Portulaca oleracea, Laportea interrupta, Triumfetta pentandra, và Asystasia. Ngoài ra còn Elatostema cuneatum, Fleurya interrupta, Pseuderanthemum variabile, và Synedrella nodiflora.

## Bắt chước
Về phía tây, con cái đơn hình, bắt chước các loài thuộc chi Euploea. Về phía đông, H. bolina thường có nhiều hình thái và hầu hết các dạng là không bắt chước. Ở những khu vực mà loài này giống với Euploea, con bướm này thường được chỉ định là loài bắt chước kiểu Bates.

## Phân loài
Hypolimnas bolina được chia thành 8 phân loài:
- Hypolimnas bolina bolina (Linnaeus, 1758)
- Hypolimnas bolina nerina (Fabricius, 1775)
- Hypolimnas bolina montrouzieri (Butler)
- Hypolimnas bolina pulchra (Butler)
- Hypolimnas bolina pallescens (Butler)
- Hypolimnas bolina lisianassa (Cramer)
- Hypolimnas bolina jacintha (Drury, 1773)
- Hypolimnas bolina kezia (Butler)

### Media
- Hypolimnas bolina at CalPhotos